# Bartłomiej Konieczny
Bartłomiej Konieczny (ur. 9 czerwca 1981 w Skwierzynie) – polski piłkarz, występujący na pozycji obrońcy. Obecnie piłkarz Podbeskidzia Bielsko-Biała.
Jego poprzednimi klubami były: Zjednoczeni Przytoczna, Amica Wronki, Kania Gostyń, Widzew Łódź, Górnik Polkowice, Polonia Warszawa. W ekstraklasie piłkarz zadebiutował 20 maja 2003 w meczu Odra Wodzisław – Amica Wronki. Do tej pory rozegrał w I lidze 7 meczów, strzelił gola w meczu Widzew Łódź – Lech Poznań.
Przed sezonem 2015/16 doznał kontuzji pleców. Po głębszych oględzinach ten uraz wykluczył go na stałe. W maju 2016 roku zakończył karierę.